# Parc national Cerro de la Estrella
Le parc national Cerro de la Estrella (espagnol : Parque nacional Cerro de la Estrella) est un parc national du Mexique situé dans le District fédéral. Le parc a une superficie de 11 km2 et a été créé en 1938. Il est administré par la Comisión Nacional de Áreas Naturales Protegidas.